# スティーブ・キング
スティーブン・アーノルド・キング（英語：Steven Arnold King、1949年5月28日 - ）は、アメリカ合衆国の政治家。アイオワ州選出の連邦下院議員、実業家を歴任した。

## 人物
1949年5月28日にアイオワ州ストームレイクに誕生する。キングは移民と多文化主義に反対しており、白人ナショナリストと長期間にわたって親和的な関係を持っている。
2020年6月2日に行われた、同年11月の議会議員選挙の共和党予備選挙ではランディ・フィーンストラ州議会議員に敗北。同年5月に発生した事件を発端とした反人種差別運動の影響があったとされている。

## 発言
2019年8月14日に、人工妊娠中絶に反対するために「私たちの家系図を遡り、レイプと近親相姦で生まれた人を全て取り除いたとしたら、今日に人類は一人も存在しないのではないか」という発言を行った。